# Palisades (Sierra Nevada)
Die Palisades (auch Palisade Range) sind eine inoffizielle, jedoch in Bergsteigerkreisen verwendete Sammelbezeichnung für eine Gruppe von Bergen an der Ostflanke der südlichen Sierra Nevada im US-Bundesstaat Kalifornien. Zu der Gruppe gehören vier Gipfel über 14.000 Fuß (4267 m) und damit mehr als ein Drittel aller Fourteeners in Kalifornien.

## Geographische Lage
Die Bergkette liegt westlich der Stadt Big Pine oberhalb des Owens Valleys und zieht auf etwa 18 km Länge von Nordwest nach Südost. Im Norden schließt sich, getrennt durch den Bishop Pass, die Inconsolable Range an. Die südliche Begrenzung bildet der Taboose Pass. 
Auf der Nordostseite liegen die beiden größten Gletscher der Sierra Nevada, zugleich die südlichsten Nordamerikas. Das Schmelzwasser dieser Gletscher fließt nach Osten in den Big Pine Creek, der in den Owens River mündet. Im Westen der Berge liegen die Palisade Lakes, die über den Palisade Creek zum Kings River entwässern. Der Kamm der Berge bildet die Grenze zwischen dem Sequoia-&-Kings-Canyon-Nationalpark im Westen und der John Muir Wilderness im Osten, einem strengen Naturschutzgebiet vom Typ eines Wilderness Areas. Auf der Westseite führt der Fernwanderweg Pacific Crest Trail unterhalb der Gruppe entlang und erschließt den Zugang.

## Gletscher

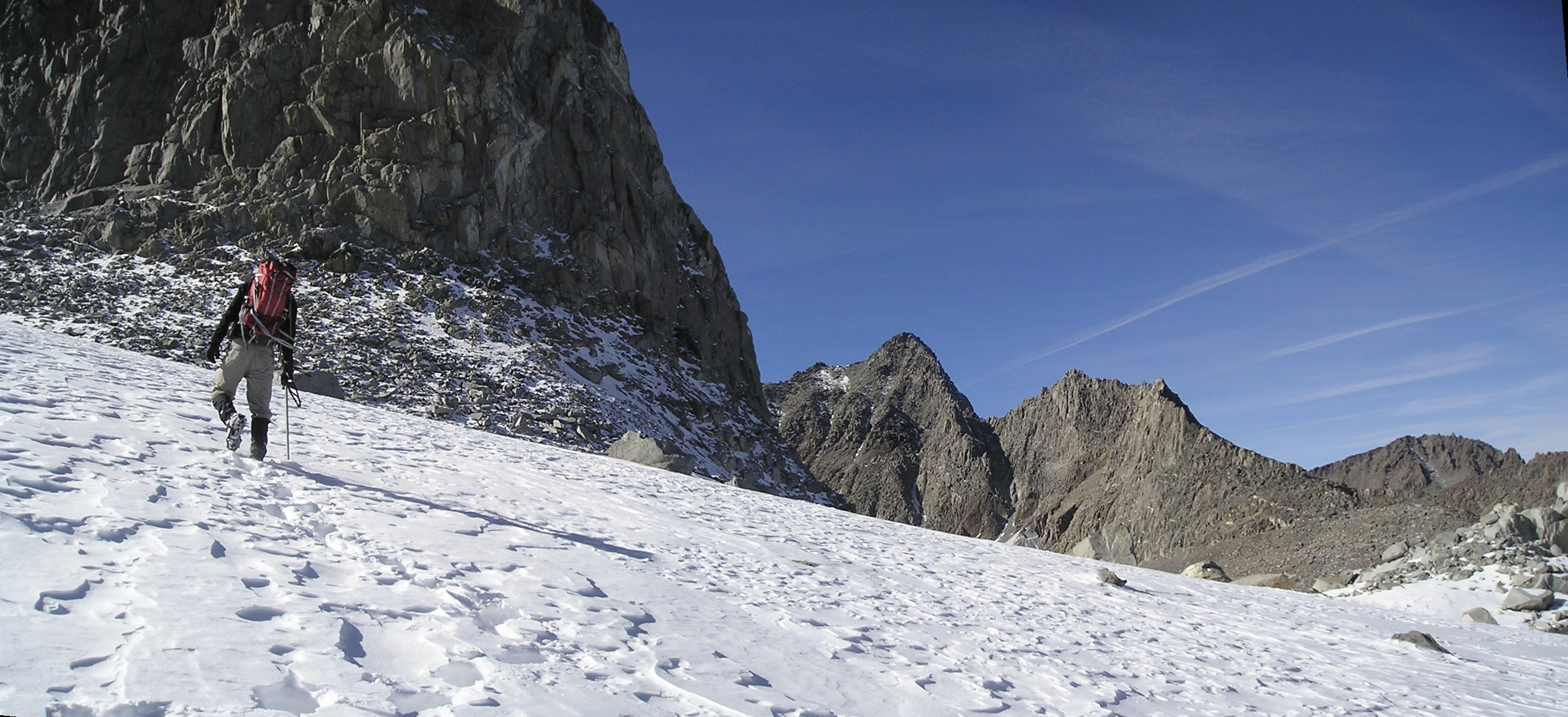
Der North Palisade-Gletscher mit einem Bergsteiger

Entlang des Gebirgszugs befinden sich an der Nordostflanke mehrere Gletscher. Der Palisade-Gletscher und der Middle Palisade-Gletscher gelten als die längsten Gletscher der Sierra Nevada. Der Palisade-Gletscher ist der südlichste Gletscher der USA und der größere der beiden. 
Der Palisade-Gletscher entstand vor etwa 700 Jahren während der Kleinen Eiszeit. Er ist 0,8 km² groß, 1,2 km lang und 0,8 km breit und liegt auf einer Höhe von ca. 3658 m bis 4084 m. Der Gletscher ist – wie weltweit zahlreiche andere – stark von der globalen Erwärmung betroffen. Er zieht sich in einem Jahr um rund 7 m zurück. Der Palisade-Gletscher ist einer der wenigen, deren Schmelzwasser durch die Moräne des Gletschers begrenzt in einen See gestaut wird. Der dadurch entstandene See erscheint durch den im Wasser treibenden Gletscherschnee türkisfarben. Der Big Pine-See unterhalb des Gletschers besitzt dieselbe Färbung. Weitere besondere Merkmale des Gletschers sind einige kleinere Gletscherspalten und eine Gletschermühle, welche in einer Dürreperiode 1977 geformt wurde.
Der Norman Clyde-Gletscher ist einer der kleineren Gletscher in der Sierra Nevada. Er liegt direkt am Norman Clyde Peak. Ein Gebirgskamm trennt den Gletscher vom größeren, benachbarten Middle Palisade-Gletscher.

## Gipfel der Palisades

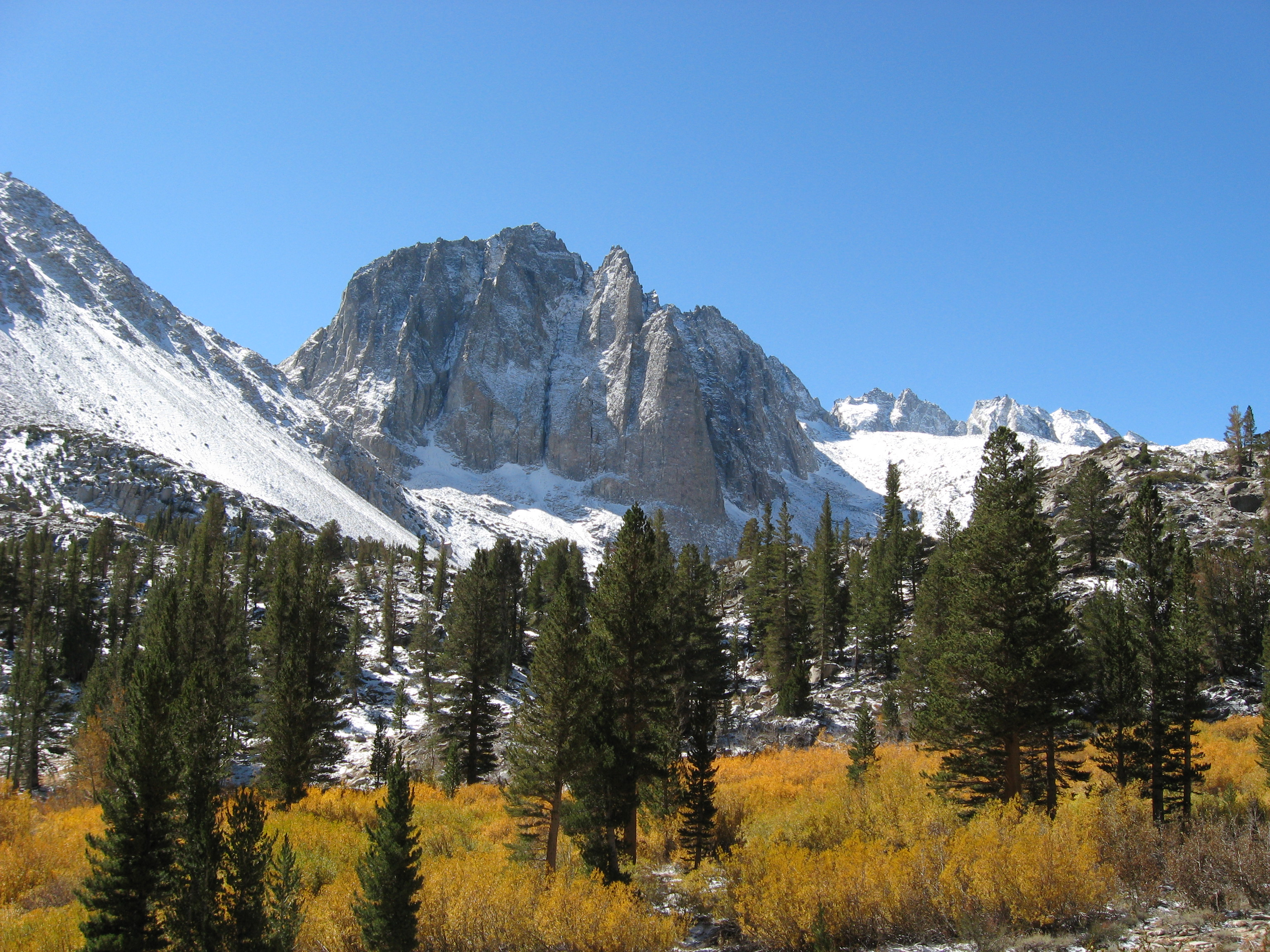
Die Nordseite der Temple Crag

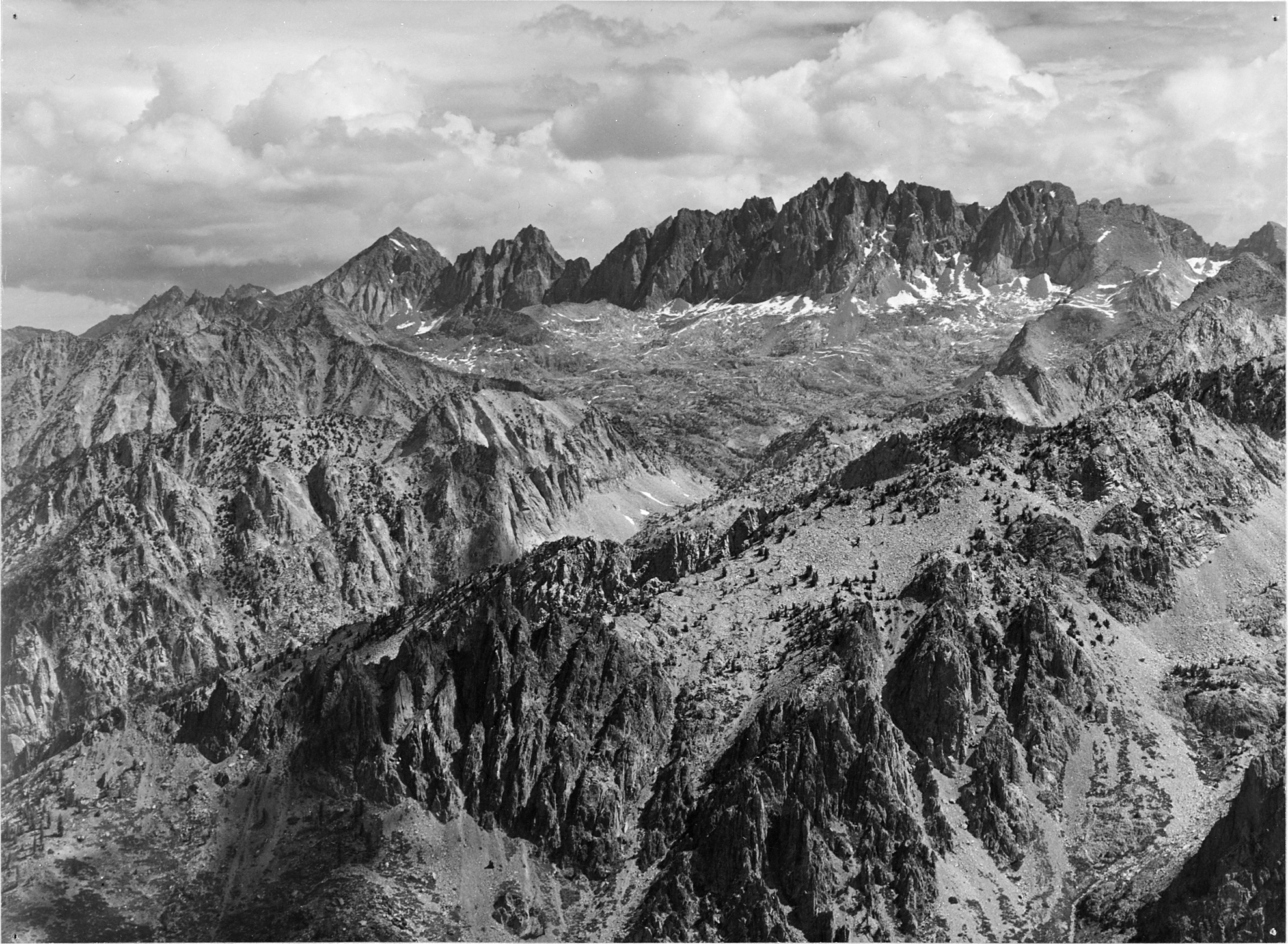
North Palisade

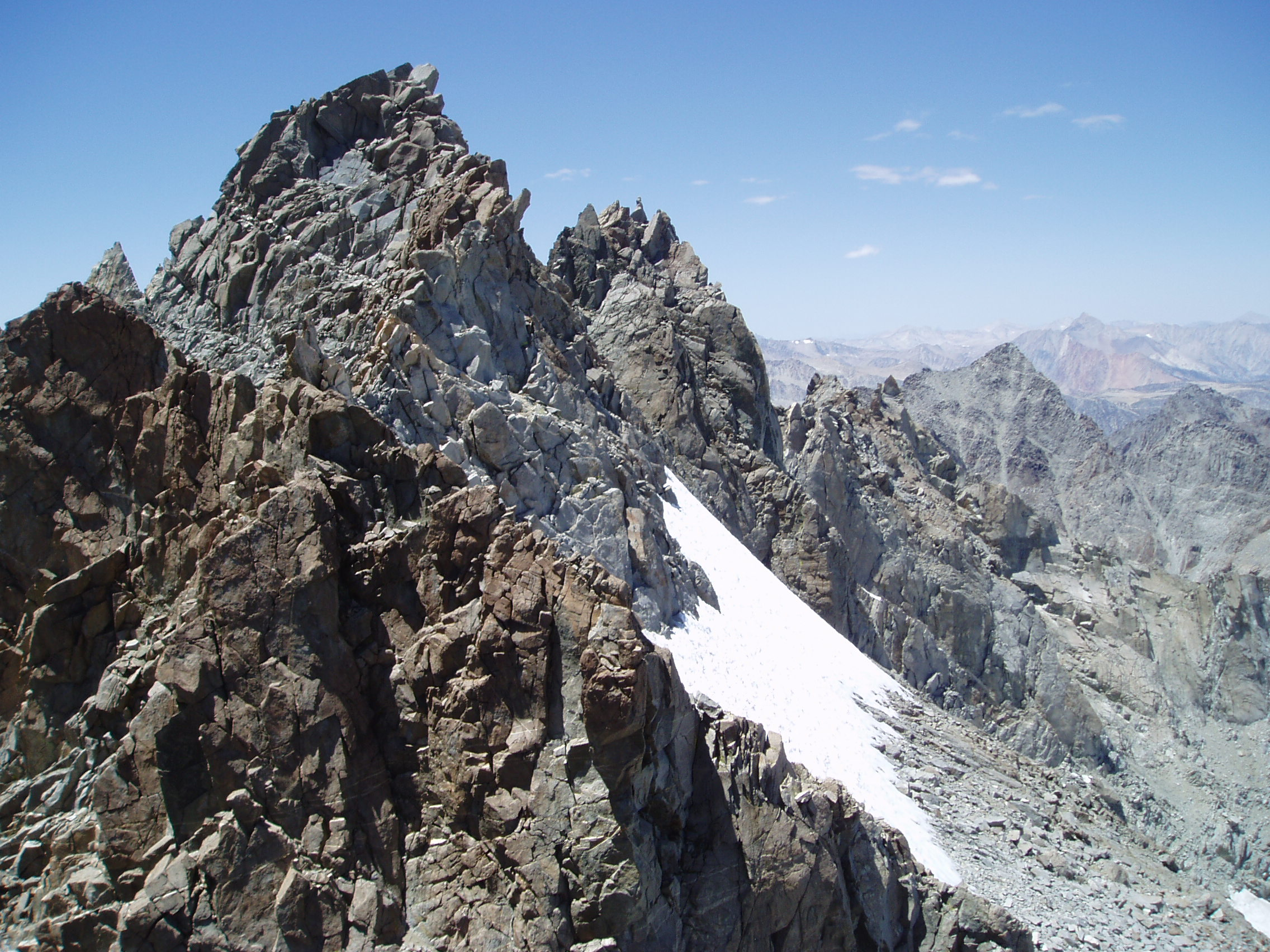
Zerklüftete Gipfelpartie der Palisades

| Name                            | Höhe   | Besonderes                            | Geographische Lage                 |
| ------------------------------- | ------ | ------------------------------------- | ---------------------------------- |
| North Palisade                  | 4341 m | Höchster Berg der Palisades           | 37° 5' 38.35" N, 118° 30' 52.59" W |
| Mount Sill                      | 4317 m |                                       | 37° 5' 45.00" N, 118° 30' 13.55" W |
| Split Mountain "South Palisade" | 4287 m |                                       | 37° 1' 11.65" N, 118° 25' 20.11" W |
| Middle Palisade                 | 4279 m |                                       | 37° 4' 11.48" N, 118° 28' 9.15" W  |
| Mount Agassiz                   | 4236 m | nordwestlichster Gipfel               | 37° 6' 41.23" N, 118° 31' 51.24" W |
| Norman Clyde Peak               | 4223 m |                                       | 37° 4' 27.45" N, 118° 28' 28.75" W |
| Mount Winchell                  | 4196 m |                                       | 37° 6' 16.33" N, 118° 31' 35.75" W |
| Birch Mountain                  | 4165 m |                                       | 37° 3' 43.94" N, 118° 25' 9.25" W  |
| Temple Crag (Tempel Felsspitze) | 3962 m | Populärer Kletterort in den Palisades | 37° 6' 37.01" N, 118° 29' 27.16" W |

### North Palisade
Die North Palisade (deutsch: „Nord-Palisade“) bildet den höchsten Gipfel der Palisades, und zugleich den dritthöchsten der Sierra Nevada. Charakteristikum des Berges ist die Tatsache, dass er aus mehreren Gipfeln besteht. Er besitzt neben dem Hauptgipfel noch weitere drei Gipfel:
- Polemonium Peak, 4292 m; Prominenz: 44–73 m
- Starlight Peak („Sternenlicht-Spitze“), 4292 m; Prominenz: 24–49 m
- Thunderbolt Peak („Blitz-Spitze“), 4268 m; Prominenz: 68 m

Diese drei Spitzen sind Bestandteil des Massivs der North Palisade und dem Hauptgipfel untergeordnet. Sie gelten nicht als eigenständige Berge, da ihre Prominenz zu gering ist.
Die North Palisade wurde am 25. Juli 1903 von James S. Hutchinson, Joseph N. LeConte und J. K. Moffitt das erste Mal bestiegen.

### Mount Sill

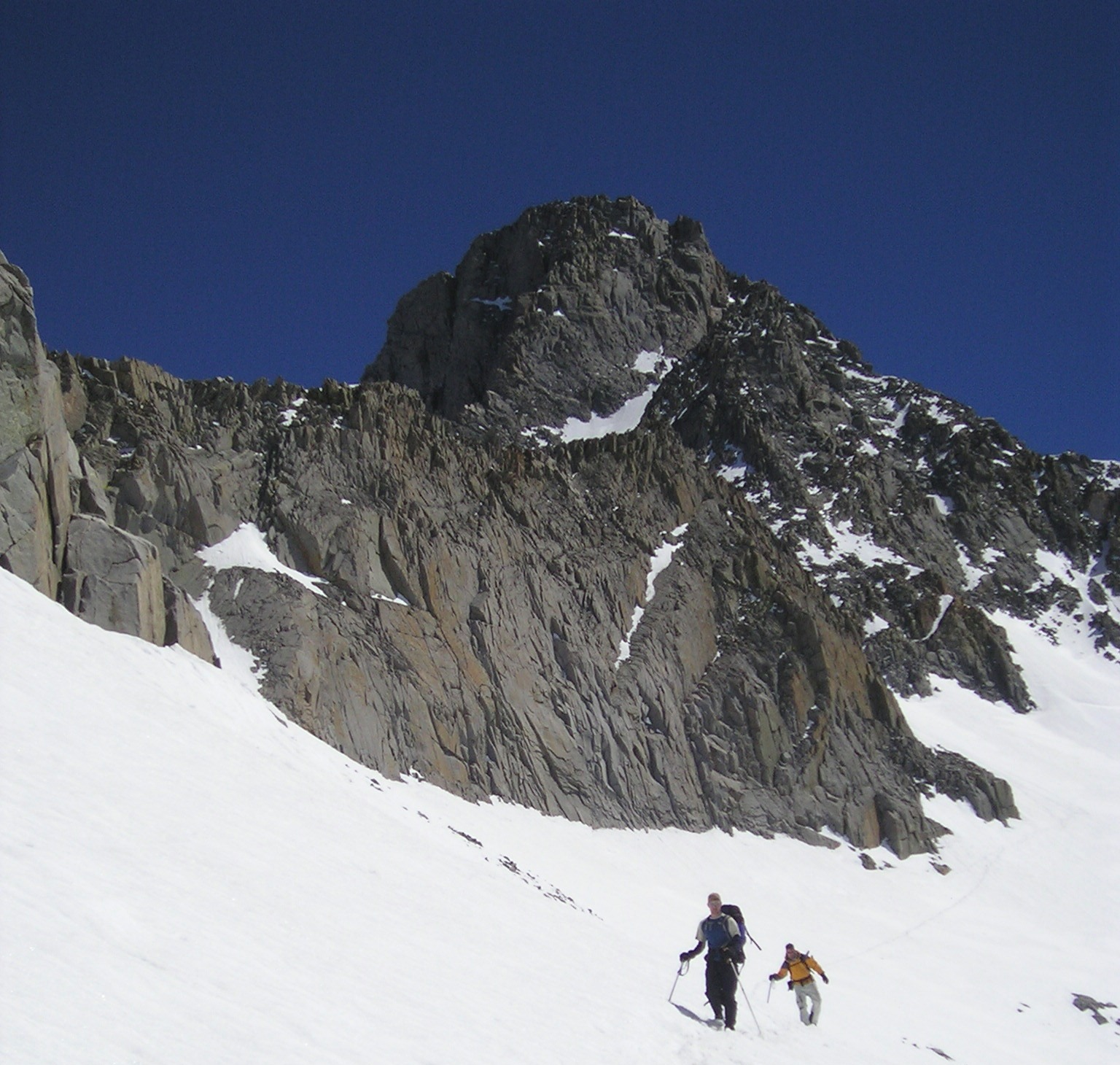
Mount Sill im Juli 2006

Mount Sill ist 600 m von der North Palisade, welche über einen Gebirgskamm mit dem Berg verbunden ist, entfernt und liegt direkt südlich des Palisade-Gletschers. Der Berg wurde 1903 von James S. Hutchinson, Joseph N. LeConte, James Moffitt und Robert Pike das erste Mal bestiegen. Joseph LeConte hat ihn nach dem Dichter Edward Rowland Sill benannt.
Es führen von allen Himmelsrichtungen Routen auf den Gipfel, Klettererfahrungen sind erforderlich.

### Split Mountain

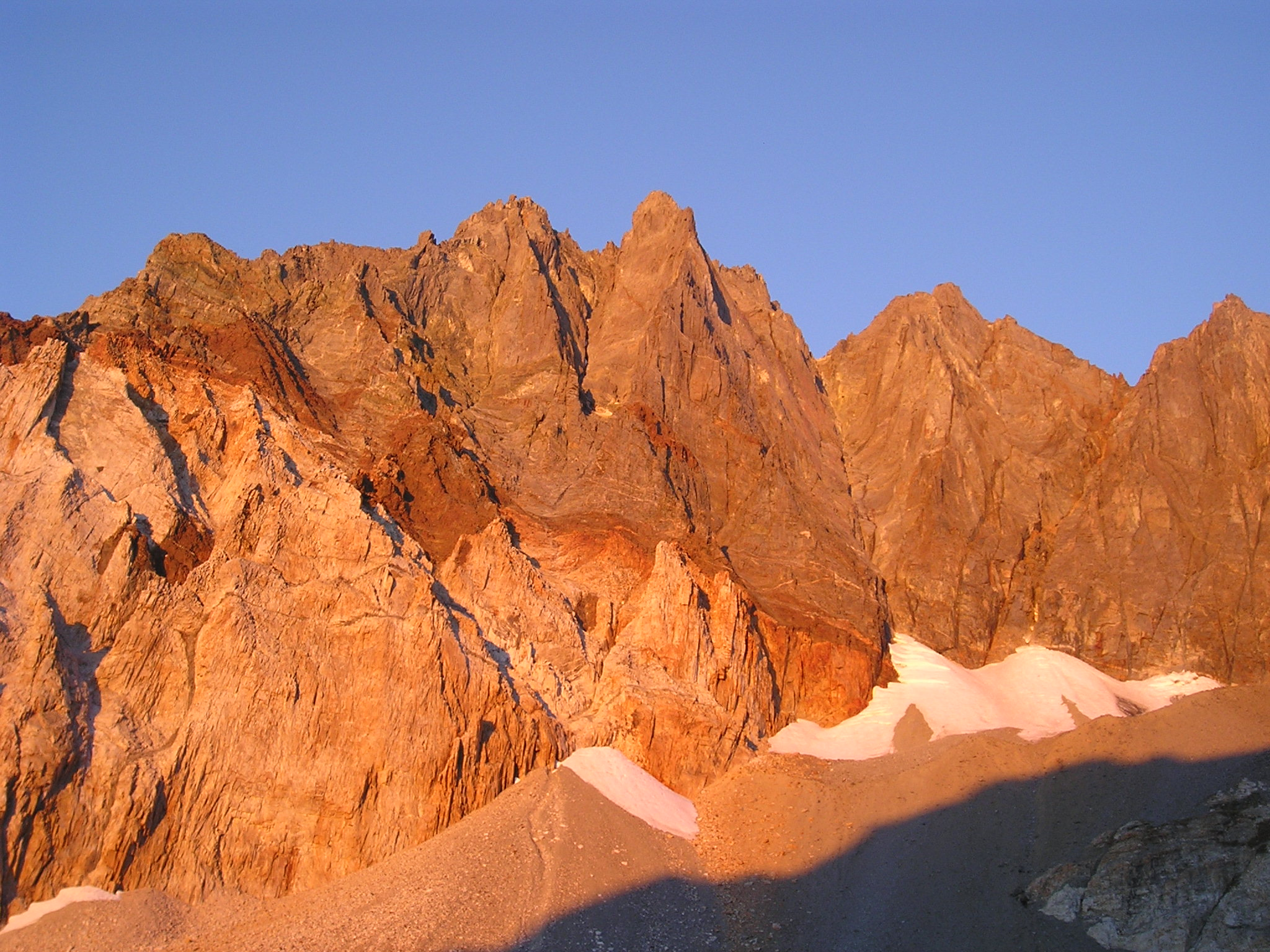
Split Mountain, Ostflanke

Der Split Mountain (deutsch: „Geteilter Berg“) oder „South Palisade“ (deutsch: „Südpalisade“) befindet sich nahe dem südöstlichen Ende der Palisades. Der Berg bildet den achthöchsten Gipfel in Kalifornien. Der Name rührt von seiner auffallenden Doppelspitze her. Der Berg gilt als einer der leichteren Viertausender in Kalifornien und wurde 1807 von einer Bergsteigergruppe um Frank Saulque erstmals bestiegen.
Der Berg besteht hauptsächlich aus Granit; die zweifarbige Erscheinung der Ostflanke ist auf den dunkelfarbigen Granodiorit und den hellen Leucogranit zurückzuführen.

### Middle Palisade
Die Middle Palisade (deutsch: „Mittel-Palisade“) liegt etwa im Zentrum der Palisades. Die Middle Palisade bildet den zwölfthöchsten Gipfel in Kalifornien. Es gibt von verschiedenen Flanken des Berges aus unterschiedlich schwere Routen zum Gipfel. Die leichteste Route verläuft über die Ostflanke.

### Mount Agassiz
Mount Agassiz wurde von Lilbourne Winchell nach dem Harvard-Professor Louis Agassiz benannt. Später erkannte die United States Geological Survey diesen Namen als offiziell an. Mount Agassiz bildet den nordöstlichsten Teil der Palisades. Von Westen und Süden gibt es Routen zum Gipfel, die jedoch nicht deutlich erkennbar sind. Man kann schnell von der Route abkommen und in Bereiche gelangen, wo man nicht mehr ohne Seil weiterklettern sollte.

### Norman Clyde Peak

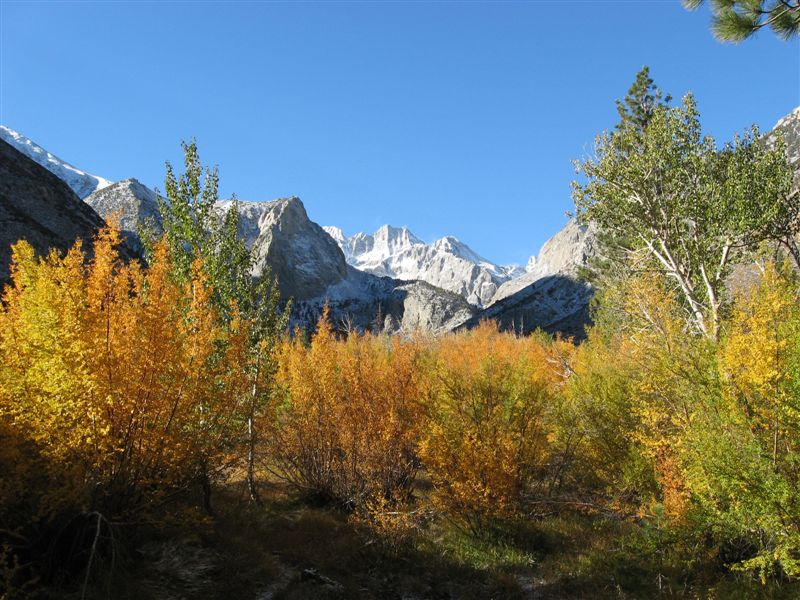
Norman Clyde Peak von Nordosten aus gesehen

Der Norman Clyde Peak erhielt den Namen vermutlich von dem Erstbesteiger (1930) Norman Clyde. Nördlich des Berges liegt der Norman Clyde-Gletscher und östlich der Middle Palisade-Gletscher. Der Berg liegt zwischen der Middle Palisade und dem Palisade Crest (deutsch: „Palisadenkamm“).

### Mount Winchell

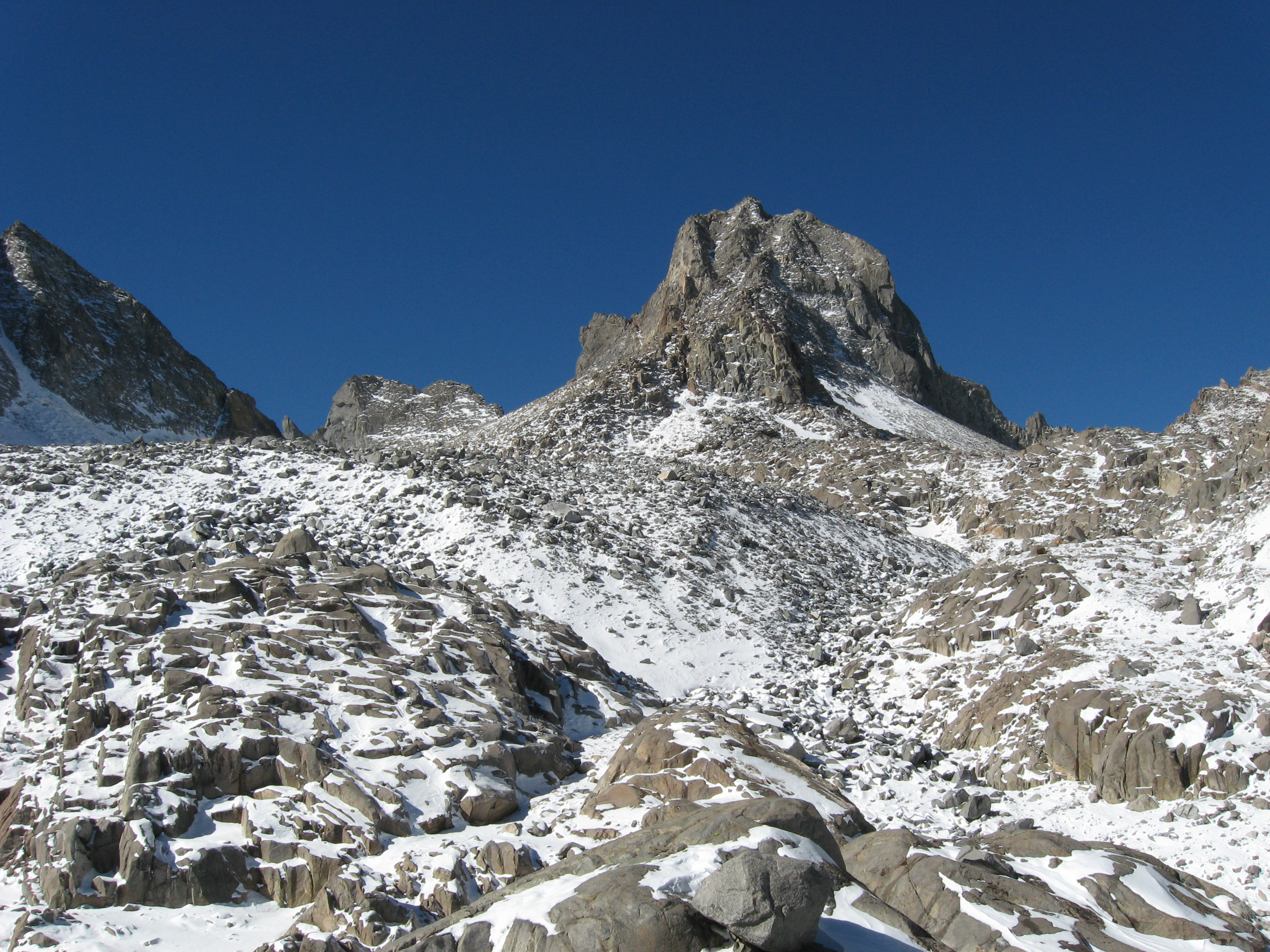
Mount Winchell von Nordosten aus gesehen

Mount Winchell wurde nach dem Geologen Alexander Winchell benannt, er gehört zu den höchsten Spitzen in Kalifornien. Der Berg liegt südlich des Mount Agassiz und befindet sich im nördlichen Teil der Palisades.